# 湯涌谷村
湯涌谷村（ゆわくだにむら）は、石川県石川郡に存在した村。

## 地理
- 現在の金沢市の東部、浅野川上流の西岸に位置する村。一帯は戦国時代から湯涌谷、江戸時代から湯涌郷と言われていた。
- 金沢の奥座敷といわれる湯涌温泉を中心とした村である。湯涌温泉の他、曲水温泉がある。
- 山：順尾山、吉次山、高尾山

## 歴史
- 1889年（明治22年）4月1日 - 町村制の施行により、石川郡舘村、茅原村、七曲村、西市瀬村、下谷（しもだに）村、白見村、羽場村、上原（かんばら）村、畠尾村、田子島村、湯涌村、上荒屋村、曲村及び河内村の区域をもって、石川郡湯涌谷村が発足する。
- 1891年（明治24年）11月21日 - 大字舘の区域を崎浦村に編入する。
- 1954年（昭和29年）7月1日 - 金沢市に編入する。大字上荒屋は湯涌荒屋町に名称を変更する、あとの12大字は金沢市の町名に継承。田子島、曲、河内は湯涌を冠称。

## 現在の町名
住居表示未実施地域
- 白見町、上原町、湯涌町、湯涌田子島町、湯涌荒屋町、湯涌河内町、湯涌曲町、畠尾町、茅原町、七曲町、西市瀬町、下谷町、羽場町。